# Charmbracelet
Charmbracelet är ett album av Mariah Carey, släppt den 3 december 2002. Albumet innehåller hitlåten Through the Rain.

## Låtförteckning
1. "Through the Rain" — 4:48
2. "Boy (I Need You)" — 5:14
3. "The One" — 4:08
4. "Yours" — 5:06
5. "You Got Me"  — 4:22
6. "I Only Wanted" — 3:38
7. "Clown" — 3:17
8. "My Saving Grace" — 4:09
9. "You Had Your Chance" — 4:22
10. "Lullaby" — 4:56
11. "Irresistible (Westside Connection)" feat. Westside Connection — 5:04
12. "Subtle Invitation" — 4:27
13. "Bringin' on the Heartbreak" — 4:34
14. "Sunflowers for Alfred Roy" — 2:59
15. "Through the Rain" (remix) — 3:34